# Romilly-sur-Seine
Romilly-sur-Seine é uma comuna francesa na região administrativa de Grande Leste, no departamento de Aube. Estende-se por uma área de 25,32 km². Em 2010 a comuna tinha 14 643 habitantes (densidade: 578,3 hab./km²).